# AIR AGENCY
株式會社AIR AGENCY（日語：株式会社AIR AGENCY）是日本一家位於東京都新宿區的聲優經紀公司、音響製作企業。

## 沿革
2006年，由聲優藤原啓治代表，從所屬事務所賢Production中獨立。除了聲優經紀業務外，也有聲優養成學校AIR AGENCY聲優培訓學校（下述）。
2013年3月，AIR AGENCY總部搬遷至現在的地址。
2016年8月，藤原因生病需要長期休養而休止相關的活動。次年重新展開活動。
2020年4月12日，藤原因癌症病逝。由渡部榮一繼任代表董事，他以前在藤原所屬賢Production時期的幕後擔任10年以上。

## 所屬聲優

### 男性
| 行 - 伊藤節生 - 真之介 行 - 川島零士 - 木內太郎 - 金城慶 - 熊澤玄德 - 高坂篤志 | 行 - 齊藤颯兒 - 口瑛 - 佐佐木義人 - 重松千晴 - 篠原孝太朗 行 - 中尾一貴（業務提攜） - 新倉健太 - 野尚也 | 行 - 濱岡敬祐 - 早川理久 - 平川正三 行 - 前田弘喜 - 松久博記 - 三好翼 - 宮田哲朗 - 村上裕哉 |

### 女性
| 行 - 阿部笑華 - 有村祐希 - 池永麻希 - 井上遙乃 - 大塚琴美 - 大森由紀 - 奧紗瑛子 | 行 - 川崎芽衣子 - 河野茉莉 - 香沙希 - 小堀友里繪 行 - 櫻井春香 - 佐藤惠 - 清水彩香 | 行 - 田中美優 - 對馬千紗 行 - 貫井柚佳 | 行 - 花宮由里子 - 波賀悠來 - 檜尾麻結 - 藤田昌代（業務提攜） - 藤村鼓乃美 行 - 町山芹菜 - 村上麻衣 - 森千早都 行 - 矢島晶子（業務提携） - 山本瑞稀 - 幸野央枝 |

## 過往所屬主要聲優

### 男性
- 肥沼佑紀（自由職業）
- 近藤孝行（現所屬：BLACK SHIP）
- 桑裕輔（引退）
- 角研一郎（自由職業）
- 田中誠人（自由職業）
- 野間田一勝（日语：野間田一勝）（自由職業）
- 平川正三（現所屬：東京俳優生活協同組合）
- 藤原啓治（創辦人、首任代表董事，在籍中過世）
- 安田廉平（日语：安田廉平）（自由職業）
- 小川祥平（自由職業）
- 楠洋平（自由職業）
- 小島史裕（自由職業）
- 山田成吾（自由職業）
- 山本彬（日语：山本彬）（自由職業）

### 女性
- 亞城惠（自由職業）
- 五十嵐浩子（日语：五十嵐浩子）（自由職業）
- 伊藤遙香（自由職業）
- 大久保英惠（日语：大久保英恵）（引退）
- 尾崎惠
- 押山沙織（日语：押山沙織）（自由職業）
- 北西純子（日语：北西純子）（自由職業）
- 桐島由香（日语：桐島ゆか）（自由職業）
- 小池萬瑠美（自由職業）
- 小泉愛菜（自由職業）
- 小林真麻（日语：小林真麻）（自由職業）
- 古山貴實子（自由職業）
- 佐佐木詩帆（自由職業）
- 鳥羽月子（日语：鳥羽月子）（引退）
- 櫻井彩夏（自由職業）
- 中隈志保（日语：中隈志保）（自由職業）
- 鳴海陽彩（自由職業）
- 前田玲奈（現所屬：Stay Luck）
- 松永步弓（自由職業）
- 道井悠（現所屬：Crocodile）
- 美沙緒（日语：みさお）（引退）
- 淺河志磨（自由職業）
- 梅澤美久（自由職業）
- 小笠原里緒（自由職業）
- 村知香（自由職業）
- （自由職業）
- 名賀亞美（日语：名賀亜美）（自由職業）
- 登日日季（日语：登日々季）（自由職業）
- 濱口萬里菜（自由職業）
- 茂木志帆（自由職業）

## AIR AGENCY聲優培訓學校
2008年5月成立，舊名「AIR AGENCY WORKSHOP」。直到2010年4月起才改成現在的名稱。訓練時間1年。

### 主要出身者
- WORKSHOP：五十嵐浩子、大久保英惠、大塚琴美、桑畑裕輔、小林真麻、鳥羽月子、野坂尚也、野間田一勝、村上裕哉
- 1期：押山沙織、川崎芽衣子、佐佐木義人、藤村鼓乃美、望月沙織、森千早都
- 2期：桐島由香、篠原孝太朗、前田弘喜、道井悠、村上麻衣、八木梓
- 3期：伊藤節生、大森由紀、拝真之介、小川祥平、河野茉莉、櫻井彩夏、佐佐木詩帆、田中誠人、豐田滿里奈、中隈志保、濱岡敬祐、干川仁美、松永步弓、由良沙央合
- 4期：伊藤遙香、井上遙乃、今村圓香、奧紗瑛子、河崎奈月、菊池里菜、楠洋平、小池萬瑠美、櫻悟、永見乃空、波賀由紀、平川正三、槙野友美、松久博記、安田廉平、山本彬
- 5期：藍澤美帆、池永麻希、伊佐朋美、伊丹大志、石川紗希、川北紫保、木內太郎、菊池里菜、香坂沙希、重松千晴、髙久紀生、高原佳保里、西野光、野原沙絢、宮武嵐、宮戶得次、三好翼、山本瑞稀

## 外部連結
- AIR AGENCY公式官網（页面存档备份，存于） （日語）
- AIR AGENCY的X（前Twitter） （日語）